# 圖塔利皮納山
14°01′59″S 70°51′51″W / 14.03306°S 70.86417°W
圖塔利皮納山是秘魯的山峰，位於該國東南部庫斯科大區，由坎奇斯省的切卡庫佩區負責管轄，屬於韋爾卡努塔山脈的一部分，海拔高度約5,200米。